# Mistrzostwa NCAA Division I w Zapasach w 2023
Mistrzostwa NCAA Division I w zapasach rozegrane zostały w Tulsie w dniach 16–18 marca 2023 roku. Zawody odbyły się na terenie BOK Center. Punkty zdobyło 56 drużyn.
- Outstanding Wrestler – Vitali Arujau

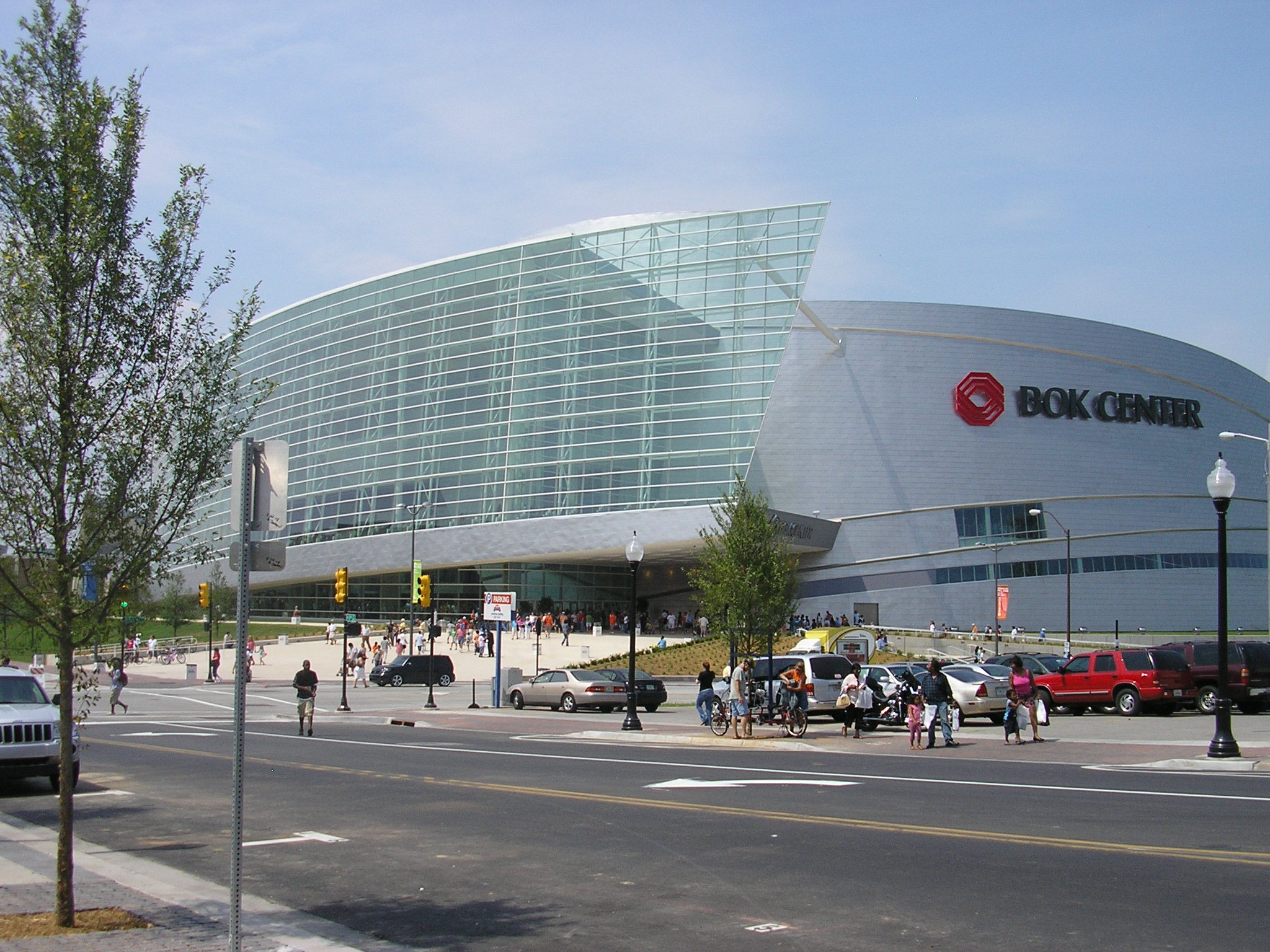
Hala

## Wyniki

### Drużynowo
| Kolejność | Szkoła                         | Zespół        |
| --------- | ------------------------------ | ------------- |
| 1.        | Pennsylvania State University  | Nittany Lions |
| 2.        | University of Iowa             | Hawkeyes      |
| 3.        | Uniwersytet Cornella           | Big Red       |
| 4.        | Uniwersytet Stanu Ohio         | Buckeyes      |
| 5.        | Uniwersytet Missouri           | Tigers        |
| 6.        | Uniwersytet Michigan           | Wolverines    |
| 7.        | Arizona State University       | Sun Devils    |
| 8.        | Uniwersytet Nebraski w Lincoln | Cornhuskers   |

### All American

#### 125 lb
| Lp. | Zawodnik          | Szkoła        |
| --- | ----------------- | ------------- |
| 1.  | Pat Glory         | Princeton     |
| 2.  | Matt Ramos        | Purdue        |
| 3.  | Brandon Courtney  | Arizona State |
| 4.  | Anthony Noto      | Lock Haven    |
| 5.  | Liam Cronin       | Nebraska      |
| 6.  | Spencer Lee       | Iowa          |
| 7.  | Eddie Ventresca   | Virginia Tech |
| 8.  | Killian Cardinale | West Virginia |

#### 133 lb
| Lp. | Zawodnik          | Szkoła               |
| --- | ----------------- | -------------------- |
| 1.  | Vitali Arujau     | Cornell              |
| 2.  | Roman Bravo-Young | Penn State           |
| 3.  | Michael McGee     | Arizona State        |
| 4.  | Daton Fix         | Oklahoma State       |
| 5.  | Aaron Nagao       | Minnesota            |
| 6.  | Jesse Mendez      | Ohio State           |
| 7.  | Sam Latona        | Virginia Tech        |
| 8.  | Kai Orine         | North Carolina State |

#### 141 lb
| Lp. | Zawodnik       | Szkoła             |
| --- | -------------- | ------------------ |
| 1.  | Andrew Alirez  | Northern Colorado  |
| 2.  | Real Woods     | Iowa               |
| 3.  | Beau Bartlett  | Penn State         |
| 4.  | Lachlan McNeil | North Carolina     |
| 5.  | Clay Carlson   | South Dakota State |
| 6.  | Brock Hardy    | Nebraska           |
| 7.  | Parker Filius  | Purdue             |
| 8.  | Dylan D’Emilio | Ohio State         |

#### 149 lb
| Lp. | Zawodnik            | Szkoła        |
| --- | ------------------- | ------------- |
| 1.  | Yianni Diakomihalis | Cornell       |
| 2.  | Sammy Sasso         | Ohio State    |
| 3.  | Shayne Van Ness     | Penn State    |
| 4.  | Kyle Parco          | Arizona State |
| 5.  | Caleb Henson        | Virginia Tech |
| 6.  | Max Murin           | Iowa          |
| 7.  | Brock Mauller       | Missouri      |
| 8.  | Michael Blockhus    | Minnesota     |

#### 157 lb
| Lp. | Zawodnik        | Szkoła               |
| --- | --------------- | -------------------- |
| 1.  | Austin O’Connor | North Carolina       |
| 2.  | Levi Haines     | Penn State           |
| 3.  | Josh Humphreys  | Lehigh               |
| 4.  | Jared Franek    | North Dakota State   |
| 5.  | Ed Scott        | North Carolina State |
| 6.  | Peyton Robb     | Nebraska             |
| 7.  | Bryce Andonian  | Virginia Tech        |
| 8.  | Will Lewan      | Michigan             |

#### 165 lb
| Lp. | Zawodnik         | Szkoła             |
| --- | ---------------- | ------------------ |
| 1.  | Keegan O’Toole   | Missouri           |
| 2.  | David Carr       | Iowa State         |
| 3.  | Quincy Monday    | Princeton          |
| 4.  | Cameron Amine    | Michigan           |
| 5.  | Shane Griffith   | Stanford           |
| 6.  | Dean Hamiti      | Wisconsin          |
| 7.  | Michael Caliendo | North Dakota State |
| 8.  | Izzak Olejnik    | Northern Illinois  |

#### 174 lb
| Lp. | Zawodnik        | Szkoła         |
| --- | --------------- | -------------- |
| 1.  | Carter Starocci | Penn State     |
| 2.  | Mikey Labriola  | Nebraska       |
| 3.  | Chris Foca      | Cornell        |
| 4.  | Mekhi Lewis     | Virginia Tech  |
| 5.  | Nelson Brands   | Iowa           |
| 6.  | Dustin Plott    | Oklahoma State |
| 7.  | Ethan Smith     | Ohio State     |
| 8.  | Peyton Mocco    | Missouri       |

#### 184 lb
| Lp. | Zawodnik         | Szkoła               |
| --- | ---------------- | -------------------- |
| 1.  | Aaron Brooks     | Penn State           |
| 2.  | Parker Keckeisen | Northern Iowa        |
| 3.  | Kaleb Romero     | Ohio State           |
| 4.  | Trent Hidlay     | North Carolina State |
| 5.  | Marcus Coleman   | Iowa State           |
| 6.  | Trey Munoz       | Oregon State         |
| 7.  | Will Feldkamp    | Clarion              |
| 8.  | Gavin Kane       | North Carolina       |

#### 197 lb
| Lp. | Zawodnik        | Szkoła             |
| --- | --------------- | ------------------ |
| 1.  | Nino Bonaccorsi | Pittsburgh         |
| 2.  | Tanner Sloan    | South Dakota State |
| 3.  | Rocky Elam      | Missouri           |
| 4.  | Bernie Truax    | Cal Poly           |
| 5.  | Jacob Warner    | Iowa               |
| 6.  | Ethan Laird     | Rider              |
| 7.  | Max Dean        | Penn State         |
| 8.  | Jacob Cardenas  | Cornell            |

#### 285 lb
| Lp. | Zawodnik          | Szkoła        |
| --- | ----------------- | ------------- |
| 1.  | Mason Parris      | Michigan      |
| 2.  | Greg Kerkvliet    | Penn State    |
| 3.  | Wyatt Hendrickson | Air Force     |
| 4.  | Tony Cassioppi    | Iowa          |
| 5.  | Lucas Davison     | Northwestern  |
| 6.  | Zach Elam         | Missouri      |
| 7.  | Cohlton Schultz   | Arizona State |
| 8.  | Trent Hillger     | Wisconsin     |